# Bytča
Bytča (în germană Großbitsch, în maghiară Nagybicscse) este un oraș din Slovacia cu circa 12.000 de locuitori.
Vezi și: Listă de orașe din Slovacia

## Demografie
| An:                | 1994   | 2004   | 2014   | 2024   |
| ------------------ | ------ | ------ | ------ | ------ |
| Număr de persoane: | 12.186 | 11.506 | 11.279 | 11.634 |
| Diferență:         |        | −5,58% | −1,97% | +3,14% |

| An:                | 2023   | 2024   |
| ------------------ | ------ | ------ |
| Număr de persoane: | 11.535 | 11.634 |
| Diferență:         |        | +0,85% |